# Trojan-Room-Kaffeemaschine

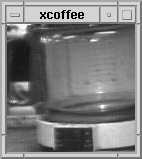
Ansicht der Kaffeemaschine des Trojan Room per Webcam mit dem Computerprogramm XCoffee

Die Trojan-Room-Kaffeemaschine (englischer Name Trojan Room coffee machine/pot) war die Motivation für die erste Webcam. Die Webcam zeigte in einem periodisch aktualisierten 128×128 Pixel großen Graustufenbild den Füllstand der Kaffeemaschine im Flur vor dem sogenannten Trojan Room des alten Rechnerlabors der britischen University of Cambridge an und konnte über das Internet mit einem Webbrowser betrachtet werden. Die Webcam wurde eingerichtet, um Leuten in weiter entfernten Gebäudeteilen unnötige Wege zur eventuell leeren Kaffeekanne zu ersparen. Da sie gleichermaßen den Sinn und die Banalität des neuen World Wide Web demonstrierte, gewann sie in diesem Medium schnell weltweite Popularität.
Der Betrieb der Kamera begann 1991 im lokalen Netz des Rechnerlabors der Universität mittels einer Framegrabberkarte in einem Acorn-Archimedes-Rechner. Zunächst lief das ganze System mittels eines eigenen RPC-Protokolls über ATM mit einem von Paul Jardetzky geschriebenen Serverprogramm und einer von Quentin Stafford-Fraser geschriebenen Clientanwendung namens XCoffee für auf dem X Window System aufbauende grafische Benutzeroberflächen.
Als es 1993 möglich wurde, Bilder in Webseiten direkt darzustellen, konnten Daniel Gordon und Martyn Johnson die periodisch aktualisierten Bilder der Kamera einfach verteilen, da keine spezielle Software mehr auf den Clients benötigt wurde und beim Neuladen der Webseite die integrierte Bilddatei durch eine neue Version automatisch überschrieben und somit sehr einfach aktualisiert werden konnte. Sie überholten daher das Kamerasystem und schlossen es im November 1993 an das Internet an. Auf diese Weise konnte jeder Internetnutzer mit seinem Webbrowser auf die Kamera zugreifen, und die erste Webcam wurde ein beliebter Anlaufpunkt im frühen World Wide Web.

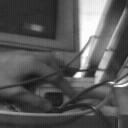
Das letzte Bild der Webcam zeigt das Ausschalten des Kameraservers

Am 22. August 2001 um 09:54 UTC wurde die Kamera abgeschaltet und die Kaffeemaschine (ein Modell von Krups) auf eBay für £3.350 an die Nachrichtenplattform Spiegel Online versteigert. Über die Abschaltung wurde beispielsweise auf den Titelseiten der Londoner Times und der Washington Post sowie in Artikeln in The Guardian und Wired berichtet. Nachdem die Kaffeemaschine von Krups kostenlos instand gesetzt worden war, wurde die Webcam im Redaktionsbüro von Spiegel Online wieder in Betrieb genommen.
Die Trojan-Room-Kaffeemaschine kommt im Videospiel Hitman 2: Silent Assassin vor, wo der Spieler in einer Mission eine „Kaffeekamera“ in der Küche zerstören kann, und im Hyper Text Coffee Pot Control Protocol, welches im Aprilscherz-RFC 2324 beschrieben wird.
Im Sommer 2016 stellte Spiegel Online die Kaffeemaschine dem Heinz Nixdorf MuseumsForum in Paderborn als Dauerleihgabe zur Verfügung. Seitdem wird das Objekt in der Dauerausstellung gezeigt.